# Les Voix de l'amour

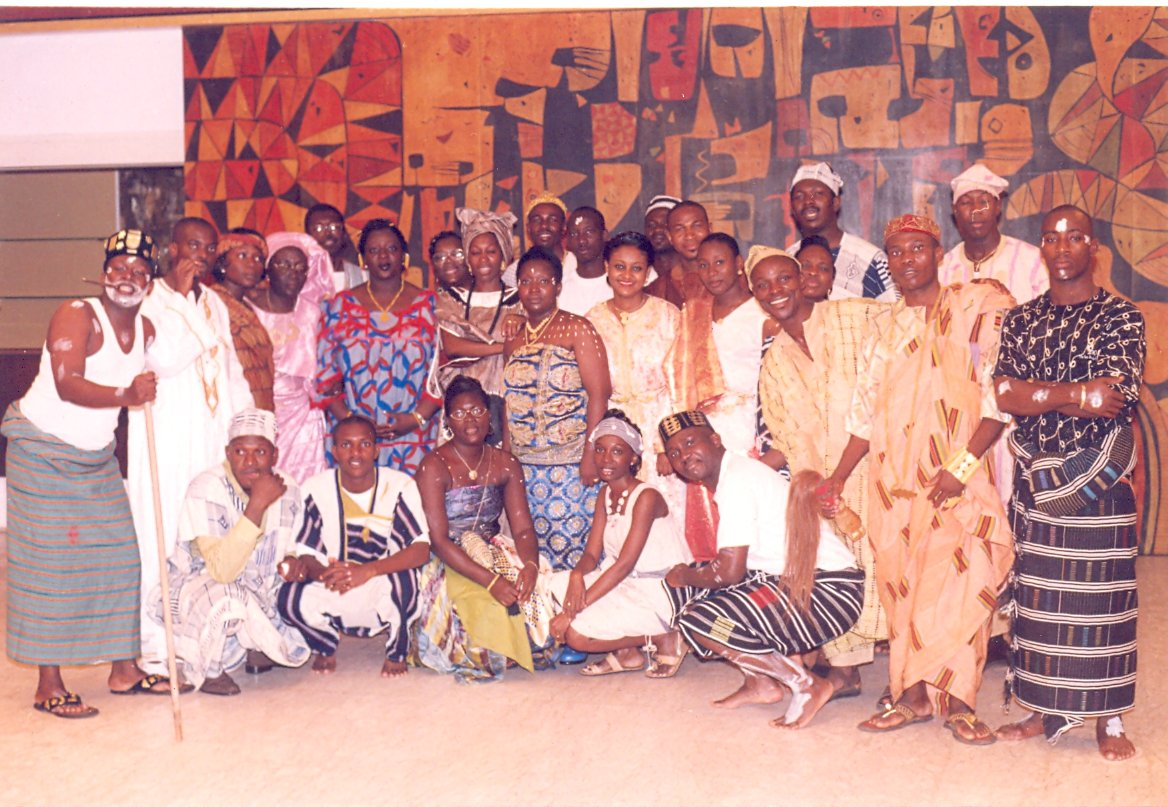
Les Voix de l'Amour en 2002

Les Voix de l'Amour est un groupe musical catholique de Côte d'Ivoire.
Il a été créé en 1992, après la dissolution du bureau interdiocésain du Renouveau Charismatique Catholique de Côte d’Ivoire, dont il était le Chœur. Sous la houlette du frère Tuho Clément, Berger du groupe, « Les Voix de l’Amour » deviennent « La famille Les Voix de l’Amour », un ministère d'adoration et de louange à la disposition de la communauté catholique locale et internationale.

## Organisation

### Siège
La famille résidait sur le territoire paroissial de Saint Jean de Cocody. Son siège appelé Cénacle était situé à : Cocody Sicogi, Rue des Goyaviers, appartement 162.
Depuis le mois d'août 2010, le Cénacle a été transféré aux 2 plateaux-les perles, Villa 302 sur le territoire paroissial de Sainte Cécile.
Son adresse postale est 09 BP 29 Abidjan 09.
Tel. (225) 22 45 37 35 / 08 11 19 42 / 03 32 25 46
Pour accéder à sa page web: Les Voix de l'Amour

### Noyau
La famille, à l'image des groupes de prières, est dirigée par un noyau qui est lui-même conduit par un berger. Le noyau a pour rôle d'établir le programme des activités et d’en assurer le bon fonctionnement. Il est composé de 10 membres, tous responsables de cellules.

### Membres
La famille est composée de laïcs répartis entre :
- Membres engagés (membres de confession chrétienne catholique, majeure (21 ans), ayant fait leur engagement).
- Cheminants (personnes non engagées, désireuses de l'être et participant à toutes les activités de la famille)
- Amis (sympathisants de la famille)

Son conseiller spirituel est le Père Peter Armah Cobbinah.

## Discographie
La famille a 7 œuvres musicales à son actif:
1. Guéris ce pays (1994)
2. À qui irions-nous (1995)
3. Allez, proclamez… (1998)
4. Rendez grâce (2001)
5. Savoir encor’Aimer_ Vol 5 (2006)
6. Savoir encor’Aimer_ Vol 6 (2006)
7. Noël l'amour t'appelle_ Vol 7 (2012)

## Spiritualité
Sa vie spirituelle est traditionnellement faite de retraites (en moyenne 4 par an) et de la prière communautaire du mardi, ouverte à tous, membres et non membres. La famille « Les Voix de l’Amour » se veut « un chemin » qui, par la louange, mène à la redécouverte des forces vitales des hommes et des nations en vue d’aider à leur restauration grâce à l’adoration. 2 chronique 20, 21-22 : face à un adversaire trop puissant dont Josaphat roi de Juda avait peur :
« Puis, d'accord avec le peuple, il nomma des chantres qui, revêtus d'ornements sacrés, et marchant devant l'armée, célébraient l'Éternel et disaient : Louez l'Éternel, car sa miséricorde dure à toujours ! Au moment où l'on commençait les chants et les louanges, l'Éternel plaça une embuscade contre les fils d'Ammon et de Moab et ceux de la montagne de Séïr, qui étaient venus contre Juda. Et ils furent battus » (Moïse au Sinaï : les tables de la loi)
Aujourd'hui la famille a initié « Le Temps de David », qui a lieu une fois tous les 2 mois à la chapelle St Paul de l’adoration du Plateu ; on y loue le Seigneur pendant 2 heures, rien que pour ce qu’il est, et non pour ce qu’il fait. L’idée est de magnifier Dieu parce que cela est juste et bon.

## Activités

### Généralités
Son objet principal est l’évangélisation à partir:
Son objet principal est l’évangélisation à partir:
- d’œuvres audiovisuelles (K7, CD, DVD, clips, film)
- de spectacles (comédies musicales, concerts)
- de rassemblements de prière
- de formations spirituelles et musicales
- de l’accueil et de l’accompagnement
- de supports écrits (recueils de chants, de témoignages)

### Repères
- En 1997
  - au mois d'août : elle s’est produite à Paray-le-Monial et à Paris-Bercy lors des JMJ
  - au mois de décembre: au Palais des Congrès de Lomé au Togo.
- En 1999 Concerts d'évangélisation à Takoradi au Ghana, puis au Togo
- En 2000 Comédie musicale « Que la lumière soit pour guérir le Pays »
- En 2001 Comédie musicale « Laisser vous réconcilier; amour et vérité »
- En 2002
  - au mois d'août : Concert d'évangélisation à Cotonou au Bénin.
  - au mois de décembre: Comédie musicale « La grâce d’être père »
- En 2004 Comédie musicale « Si Jésus était là bas »
- En 2005 elle a joué une comédie musicale à Ouagadougou au Burkina Faso, au plus fort de la tension entre la Côte d’Ivoire et ce pays.
- En 2006 le Cénacle, son siège situé à Abidjan, a été détruit par un incendie occasionné par la foudre. Le Studio d’enregistrement que la famille venait d’acquérir, la salle de répétition …tout a été détruit.
- En 2007 Comédie musicale « Allume ton feu n’attends pas »
- En 2008 elle a initié une caravane d'évangélisation au Ghana, au Togo et au Bénin.
- En 2009
  - elle a donné à Lomé, au Togo, un concert de bienfaisance au profit d'un orphelinat
  - a participé à l'animation du pèlerinage au sanctuaire Marial d'Arigbo à Dassa Zoumé, au Bénin
  - enfin a participé, au Mali, à "HOSANNA 2009", une session des groupes chants du renouveau charismatique catholique des pays francophones de l'Afrique de l'ouest.
- En 2011 , au Togo à "HOSANNA 2011".
- En 2013 , au Burkina Faso à "HOSANNA 2013".
- En 2016, au Sénégal à HOSANNA 2016"

## Projets
Ses projets immédiats sont :
- La reconstitution du Studio d’enregistrement
- La création d’une école de louange et d’adoration
- La création d’une école du chant liturgique
- La création d’une base de données de chants chrétiens